# Rena Chatzidaki
Rena Chatzidaki (griechisch Ρένα Χατζηδάκη, * 1943 in Athen; † 13. August 2003 nahe der Insel Kea) war eine griechische Dichterin.

## Leben
Rena Chatzidaki arbeitete als Dichterin, Übersetzerin und Psychotherapeutin. Sie war die Tochter der berühmten Schriftstellerin und Journalistin Lili Zografou (1922–1998). Über sich selbst sagte Rena Chatzidaki: „Ich bin von Geburt an eine politische Gefangene, ich meine: der Gestapo. Ich war es schon im Bauch meiner Mutter, die von den Deutschen als Geisel im Gefängnis von Aia, in der Nähe von Chania gefangen gehalten wurde.“ Chatzidakis Vater war während des Zweiten Weltkriegs im KZ Mauthausen inhaftiert. Rena Chatzidaki galt als eine der Autorinnen Griechenlands, die ein sehr stilles und extrem zurückgezogenes Leben führten. Von 1967 bis 1968 befand sie sich auf Veranlassung der Militärjunta in Haft. Mit 25 Jahren schrieb sie 1968 in Gefangenschaft, während der Militärdiktatur, unter dem Pseudonym „Marina“ im Athener Bouboulinas-Gefängnis der Sicherheitspolizei das Gedicht Im Belagerungszustand, das in der Vertonung von Mikis Theodorakis weltberühmt wurde. Erst 1991, also 24 Jahre später, offenbarte sie sich als die Autorin dieses Werks. Im August 2003 ertrank Rena Chatzidaki nahe der Insel Kea.